# Bawku
Bawku là một thị trấn thuộc vùng Thượng Đông, Ghana, nằm gần biên giới với Burkina Faso. Theo thống kê năm 2012, dân số thị trấn là 69.527 người.

## Kinh tế
Bawku bao gồm các chi nhánh của Ngân hàng Thương mại Ghana (GCB) và Ngân hàng Phát triển Nông nghiệp Ghana (ADB).